# Steve Ralston
Steve Ralston (* 14. června 1974, Oakville, Missouri, USA) je bývalý americký fotbalový záložník. Se 135 asistencemi je druhým nejlepším nahrávačem historie ligy a se 378 odehranými zápasy osmým nejnasazovanějším hráčem.

## Klubová kariéra
Ralston byl v draftu 1996 vybrán na 18. místě Tampou Bay Mutiny. Ve své první sezoně získal ocenění pro nováčka roku. Ralston v Mutiny působil po celou dobu existence týmu, tedy až do roku 2001, kdy tým zanikl. Se 177 zápasy je nejnasazovanějším hráčem týmu. Po konci Mutiny byl v Allocation draftu 2002 vybrán na 6. místě New England Revolution. V první sezoně za Revs si připsal 19 asistencí, a to je čtvrtý nejlepší výsledek ligy.
V MLS působil celkem 13 let, odehrál 378 utkání, vstřelil 76 gólů a připsal si 135 asistencí. Ke konci působení působil jako kapitán u týmu Revolution. Po konci u Revs se připojil k nově vzniklému klubu AC St. Louis, ten se ale okamžitě dostal do finančních problémů a tak se Ralston domluvil na ukončení spolupráce a vrátil se k Revs. Hned v prvním utkání si ale poranil loket a v červenci 2010 ukončil kariéru.